# Autotradução
A autotradução é a tradução de um texto de um idioma fonte para um idioma alvo feita por seu próprio autor.

## História
Jan Hokenson e Marcella Munson têm se dedicado a estudar em profundidade o fenómeno de autotradução ao longo da história na sua obra The Bilingual Text: History and Theory of Literary Self-Translation.
Alguns dos autotradutores mais proeminentes eram Geoffrey Chaucer, Thomas More, Vladimir Nabokov, Samuel Beckett, Karen Blixen, Chinghiz Aitmatov e Julien Green.
De acordo com Julio César Santoyo a história da autotradução pode ser rastreada até a Idade Média.

### Autotradução na Europa

#### Espanha
A autotradução é comum entre os escritores em catalão, basco e galego. Entre os mais conhecidos são contados Carme Riera, Manuel Rivas e Bernardo Atxaga.

#### França
Nancy Huston (francês-inglês), Vassilis Alexakis (francês-grego) e Anne Weber (francês-alemão).

#### Itália
Fausto Cercignani, Italo Calvino, Beppe Fenoglio, Carlo Goldoni, Luigi Pirandello, Giuseppe Ungaretti.

### Autotradução nos Estados Unidos da América
Raymond Federman (inglês-francês), Rosario Ferré (espanhol-inglês), Rolando Hinojosa-Smith (espanhol-inglês) e Ariel Dorfman (espanhol-inglês).